# Bredfjällets naturreservat
Bredfjällets naturreservat är ett naturreservat i Bohuslän, beläget öster om Ljungskile i Grinneröds socken i Uddevalla kommun. Området används som rekreations- och friluftsområde och har vandringsleder och skidspår. Bohusleden passerar i den östra delen. Naturreservatet bildades 1989 och omfattar cirka 561 hektar, där delen i Lilla Edets kommun administreras under namnet Bredfjället östra.
Bredfjället, som är en skogklädd urbergsplatå når nära 200 meter över havet, domineras idag av skog med inslag av myrmark och mindre sjöar. Före 1800-talets mitt fanns ljunghedar i områdets centrala delarna, men numera domineras även dessa av skog. Lämningar av torp och fägator finns i reservatet och de århundradena när Bredfjället var bebott finns bland annat skildrat i boken Röster från skogen – Människor och natur på Bredfjället av Stefan Edman.
Naturreservatet ligger mellan sjöarna Store-Väktor och Långevattnet och gränsar till naturreservatet Bredfjället östra i Hjärtums socken i Lilla Edets kommun.